# Goldbergův systém
Godbergův systém je taxonomická klasifikace kvetoucích rostlin, kterou v letech 1986-1989 uveřejnil americký botanik Aaron Goldberg.
Aaron Goldberg se zabýval kvetoucími rostlinami, v rámci kterých rozlišil 334 čeledí a 59 řádů ve třídě dvouděložných a 57 čeledí a 18 řádů ve třídě jednoděložných.
- Třída Dicotyledoneae
  - Řád Trochodendrales
    - Tetracentraceae
    - Trochodendraceae
    - Eupteleaceae
    - Cercidiphyllaceae

  - Řád Hamamelidales
    - Platanaceae
    - Hamamelidaceae
    - Buxaceae
    - Myrothamnaceae
    - Daphniphyllaceae
    - Didymelaceae

  - Řád Magnoliales
    - Magnoliaceae
    - Degeneriaceae
    - Himantandraceae
    - Winteraceae
    - Annonaceae
    - Eupomatiaceae
    - Myristicaceae
    - Canellaceae
    - Schisandraceae
    - Illiciaceae
    - Austrobaileyaceae
    - Trimeniaceae
    - Amborellaceae
    - Monimiaceae
    - Calycanthaceae
    - Idiospermaceae

  - Řád Laurales
    - Gomortegaceae
    - Lauraceae
    - Hernandiaceae

  - Řád Aristolochiales
    - Aristolochiaceae

  - Řád Ranunculales
    - Ranunculaceae
    - Berberidaceae
    - Sargentodoxaceae
    - Lardizabalaceae
    - Menispermaceae
    - Nandinaceae
    - Podophyllaceae
    - Paeoniaceae
    - Circaeasteraceae

  - Řád Haloragales
    - Haloragaceae
    - Gunneraceae
    - Hippuridaceae
    - Callitrichaceae

  - Řád Sarraceniales
    - Sarraceniaceae

  - Řád Nepenthales
    - Nepenthaceae

  - Řád Piperales
    - Saururaceae
    - Piperaceae
    - Chloranthaceae
    - Lactoridaceae

  - Řád Nymphaeales
    - Nymphaeaceae
    - Ceratophyllaceae
    - Cabombaceae
    - Nelumbonaceae

  - Řád Proteales
    - Proteaceae

  - Řád Balanopales
    - Balanopaceae

  - Řád Fagales
    - Betulaceae
    - Fagaceae
    - Simmondsiaceae
    - Leitneriaceae
    - Myricaceae
    - Juglandaceae
    - Rhoipteleaceae

  - Řád Salicales
    - Salicaceae

  - Řád Casuarinales
    - Casuarinaceae

  - Řád Urticales
    - Ulmaceae
    - Moraceae
    - Urticaceae
    - Eucommiaceae
    - Barbeyaceae
    - Cannabaceae

  - Řád Fabales
    - Fabaceae
    - Mimosaceae
    - Caesalpiniaceae

  - Řád Papaverales
    - Papaveraceae
    - Fumariaceae
    - Capparaceae
    - Brassicaceae
    - Tovariaceae
    - Resedaceae
    - Moringaceae
    - Pentadiplandraceae
    - Bretschneideraceae

  - Řád Batales
    - Bataceae

  - Řád Dilleniales
    - Dilleniaceae
    - Actinidiaceae
    - Saurauiaceae

  - Řád Theales
    - Theaceae
    - Pentaphylacaceae
    - Bonnetiaceae
    - Pellicieraceae
    - Medusagynaceae
    - Eucryphiaceae
    - Paracryphiaceae
    - Symplocaceae
    - Clusiaceae
    - Tetrameristaceae
    - Quiinaceae
    - Hypericaceae
    - Elatinaceae
    - Dipterocarpaceae
    - Ancistrocladaceae
    - Caryocaraceae
    - Marcgraviaceae
    - Ochnaceae
    - Strasburgeriaceae
    - Diegodendraceae
    - Sphaerosepalaceae
    - Scytopetalaceae
    - Sarcolaenaceae

  - Řád Ebenales
    - Sapotaceae
    - Ebenaceae

  - Řád Styracales
    - Styracaceae
    - Lissocarpaceae
    - Alangiaceae

  - Řád Violales
    - Flacourtiaceae
    - Lacistemataceae
    - Malesherbiaceae
    - Passifloraceae
    - Turneraceae
    - Achariaceae
    - Caricaceae
    - Violaceae
    - Stachyuraceae
    - Scyphostegiaceae
    - Peridiscaceae
    - Hoplestigmataceae
    - Loasaceae
    - Cucurbitaceae

  - Řád Cistales
    - Cistaceae
    - Bixaceae
    - Cochlospermaceae

  - Řád Ericales
    - Clethraceae
    - Pyrolaceae
    - Ericaceae
    - Empetraceae
    - Monotropaceae
    - Epacridaceae
    - Diapensiaceae
    - Cyrillaceae
    - Lennoaceae

  - Řád Rafflesiales
    - Rafflesiaceae
    - Hydnoraceae

  - Řád Balanophorales
    - Balanophoraceae

  - Řád Celastrales
    - Ctenolophonaceae
    - Ixonanthaceae
    - Irvingiaceae
    - Dichapetalaceae
    - Celastraceae
    - Goupiaceae
    - Siphonodontaceae

  - Řád Rhamnales
    - Rhamnaceae
    - Vitaceae
    - Leeaceae
    - Erythropalaceae
    - Aquifoliaceae
    - Icacinaceae

  - Řád Caryophyllales
    - Cactaceae
    - Aizoaceae
    - Portulacaceae
    - Theligonaceae
    - Didiereaceae
    - Gyrostemonaceae
    - Phytolaccaceae
    - Barbeuiaceae
    - Achatocarpaceae
    - Petiveriaceae
    - Agdestidaceae
    - Nyctaginaceae
    - Stegnospermaceae
    - Caryophyllaceae
    - Molluginaceae
    - Illecebraceae
    - Basellaceae
    - Chenopodiaceae
    - Amaranthaceae

  - Řád Primulales
    - Theophrastaceae
    - Myrsinaceae
    - Primulaceae
    - Plumbaginaceae
    - Tamaricaceae
    - Frankeniaceae

  - Řád Polygonales
    - Polygonaceae

  - Řád Plantaginales
    - Plantaginaceae

  - Řád Euphorbiales
    - Euphorbiaceae
    - Aextoxicaceae
    - Pandaceae

  - Řád Malvales
    - Elaeocarpaceae
    - Tiliaceae
    - Malvaceae
    - Bombacaceae
    - Sterculiaceae

  - Řád Rosales
    - Rosaceae
    - Corynocarpaceae
    - Crossosomataceae
    - Neuradaceae
    - Coriariaceae

  - Řád Myrtales
    - Myrtaceae
    - Lecythidaceae
    - Barringtoniaceae
    - Asteranthaceae
    - Dialypetalanthaceae
    - Sonneratiaceae
    - Punicaceae
    - Rhizophoraceae
    - Lythraceae
    - Crypteroniaceae
    - Oliniaceae
    - Melastomataceae
    - Trapaceae
    - Combretaceae
    - Onagraceae
    - Penaeaceae

  - Řád Saxifragales
    - Saxifragaceae
    - Crassulaceae
    - Parnassiaceae
    - Eremosynaceae
    - Francoaceae
    - Davidsoniaceae
    - Hydrangeaceae
    - Philadelphaceae
    - Pterostemonaceae
    - Iteaceae
    - Baueraceae
    - Bruniaceae
    - Vahliaceae
    - Donatiaceae
    - Tetracarpaeaceae
    - Escalloniaceae
    - Grossulariaceae
    - Brunelliaceae
    - Cunoniaceae
    - Greyiaceae
    - Cephalotaceae

  - Řád Droserales
    - Dioncophyllaceae
    - Droseraceae
    - Byblidaceae
    - Podostemaceae
    - Hydrostachyaceae

  - Řád Begoniales
    - Datiscaceae
    - Begoniaceae

  - Řád Apiales
    - Araliaceae
    - Apiaceae

  - Řád Cornales
    - Nyssaceae
    - Davidiaceae
    - Cornaceae
    - Garryaceae

  - Řád Dipsacales
    - Caprifoliaceae
    - Adoxaceae
    - Valerianaceae
    - Dipsacaceae

  - Řád Rutales
    - Rutaceae
    - Cneoraceae
    - Simaroubaceae
    - Burseraceae
    - Meliaceae
    - Anacardiaceae

  - Řád Sapindales
    - Akaniaceae
    - Aceraceae
    - Sapindaceae
    - Hippocastanaceae
    - Staphyleaceae
    - Sabiaceae
    - Melianthaceae

  - Řád Geraniales
    - Geraniaceae
    - Vivianiaceae
    - Limnanthaceae
    - Oxalidaceae
    - Tropaeolaceae
    - Connaraceae
    - Balsaminaceae
    - Stackhousiaceae
    - Zygophyllaceae
    - Linaceae
    - Erythroxylaceae
    - Balanitaceae
    - Malpighiaceae

  - Řád Polygalales
    - Polygalaceae
    - Krameriaceae
    - Trigoniaceae
    - Vochysiaceae

  - Řád Oleales
    - Oleaceae
    - Salvadoraceae

  - Řád Gentianales
    - Loganiaceae
    - Plocospermataceae
    - Apocynaceae
    - Asclepiadaceae
    - Convolvulaceae
    - Cuscutaceae
    - Rubiaceae
    - Columelliaceae
    - Gentianaceae
    - Menyanthaceae

  - Řád Santalales
    - Olacaceae
    - Aptandraceae
    - Octoknemaceae
    - Opiliaceae
    - Medusandraceae
    - Cardiopteridaceae
    - Santalaceae
    - Misodendraceae
    - Loranthaceae
    - Grubbiaceae

  - Řád Thymelaeales
    - Geissolomataceae
    - Gonystylaceae
    - Thymelaeaceae

  - Řád Polemoniales
    - Polemoniaceae
    - Fouquieriaceae
    - Hydrophyllaceae
    - Boraginaceae

  - Řád Scrophulariales
    - Nolanaceae
    - Solanaceae
    - Scrophulariaceae
    - Buddlejaceae
    - Globulariaceae
    - Lentibulariaceae
    - Orobanchaceae
    - Acanthaceae
    - Bignoniaceae
    - Gesneriaceae
    - Pedaliaceae

  - Řád Lamiales
    - Myoporaceae
    - Verbenaceae
    - Phrymaceae
    - Lamiaceae

  - Řád Campanulales
    - Campanulaceae
    - Goodeniaceae
    - Brunoniaceae
    - Calyceraceae
    - Stylidiaceae

  - Řád Asterales
    - Asteraceae

  - incertae sedis
    - Tremandraceae
    - Elaeagnaceae
    - Pittosporaceae

- Třída Monocotyledoneae
  - Řád Pandanales
    - Pandanaceae

  - Řád Alismatales
    - Alismataceae
    - Butomaceae
    - Hydrocharitaceae

  - Řád Triuridales
    - Triuridaceae

  - Řád Juncaginales
    - Scheuchzeriaceae
    - Juncaginaceae
    - Lilaeaceae

  - Řád Najadales
    - Aponogetonaceae
    - Zosteraceae
    - Potamogetonaceae
    - Zannichelliaceae
    - Najadaceae
    - Posidoniaceae

  - Řád Typhales
    - Sparganiaceae
    - Typhaceae

  - Řád Juncales
    - Juncaceae
    - Thurniaceae
    - Centrolepidaceae
    - Restionaceae
    - Flagellariaceae

  - Řád Cyperales
    - Cyperaceae

  - Řád Poales
    - Poaceae

  - Řád Arecales
    - Arecaceae

  - Řád Cyclanthales
    - Cyclanthaceae

  - Řád Arales
    - Araceae
    - Lemnaceae

  - Řád Liliales
    - Trilliaceae
    - Liliaceae
    - Smilacaceae
    - Agavaceae
    - Xanthorrhoeaceae
    - Philesiaceae
    - Dioscoreaceae
    - Taccaceae
    - Pontederiaceae
    - Amaryllidaceae
    - Velloziaceae

  - Řád Bromeliales
    - Bromeliaceae

  - Řád Commelinales
    - Commelinaceae
    - Mayacaceae
    - Xyridaceae
    - Rapateaceae
    - Eriocaulaceae

  - Řád Zingiberales
    - Musaceae
    - Strelitziaceae
    - Lowiaceae
    - Zingiberaceae
    - Cannaceae
    - Marantaceae

  - Řád Iridales
    - Haemodoraceae
    - Philydraceae
    - Iridaceae
    - Burmanniaceae

  - Řád Orchidales
    - Corsiaceae
    - Orchidaceae